# Khroustalny
Khroustalny (en ukrainien : Хрустальний), ou Krasny Loutch (en russe : Красный Луч), est une ville minière de l'oblast de Louhansk, en Ukraine. Sa population s'élevait à 82 765 habitants en 2013.

## Géographie
Khroustalny se trouve à 57 km au sud-ouest de Louhansk, en Ukraine. Elle est située juste au nord du fleuve côtier Mious, qui se jette ensuite dans la mer d'Azov.

## Administration
La ville fait partie de la municipalité de Khroustalny qui comprend également Petrovo Krasnosillia, Bokovo Khroustalne (Vakhrouchevo) et Mioussynsk, ainsi que huit communes urbaines et onze villages. Sa population s'élevait à 123 859 habitants en 2013.

## Histoire
La ville est fondée au début du XXe siècle sous le nom de Krindatchiovka. Elle est renommée Krasnyï Loutch en 1929. Elle est devenue l'un des plus importants centres de l'industrie houillère du bassin du Donets ou Donbass.
La ville était sous occupation allemande de 1942 à 1944. La communauté juive locale est exterminée pendant cette période. Les Juifs et des communistes sont tués et jetés dans les puits de la mine de charbon. Ce massacre fait environ deux mille victimes.
En 2014, la ville passe sous le contrôle de la république populaire de Lougansk. En mai 2016, dans le contexte des lois de décommunisation, l'Ukraine décide de la renommer Khroustalny.

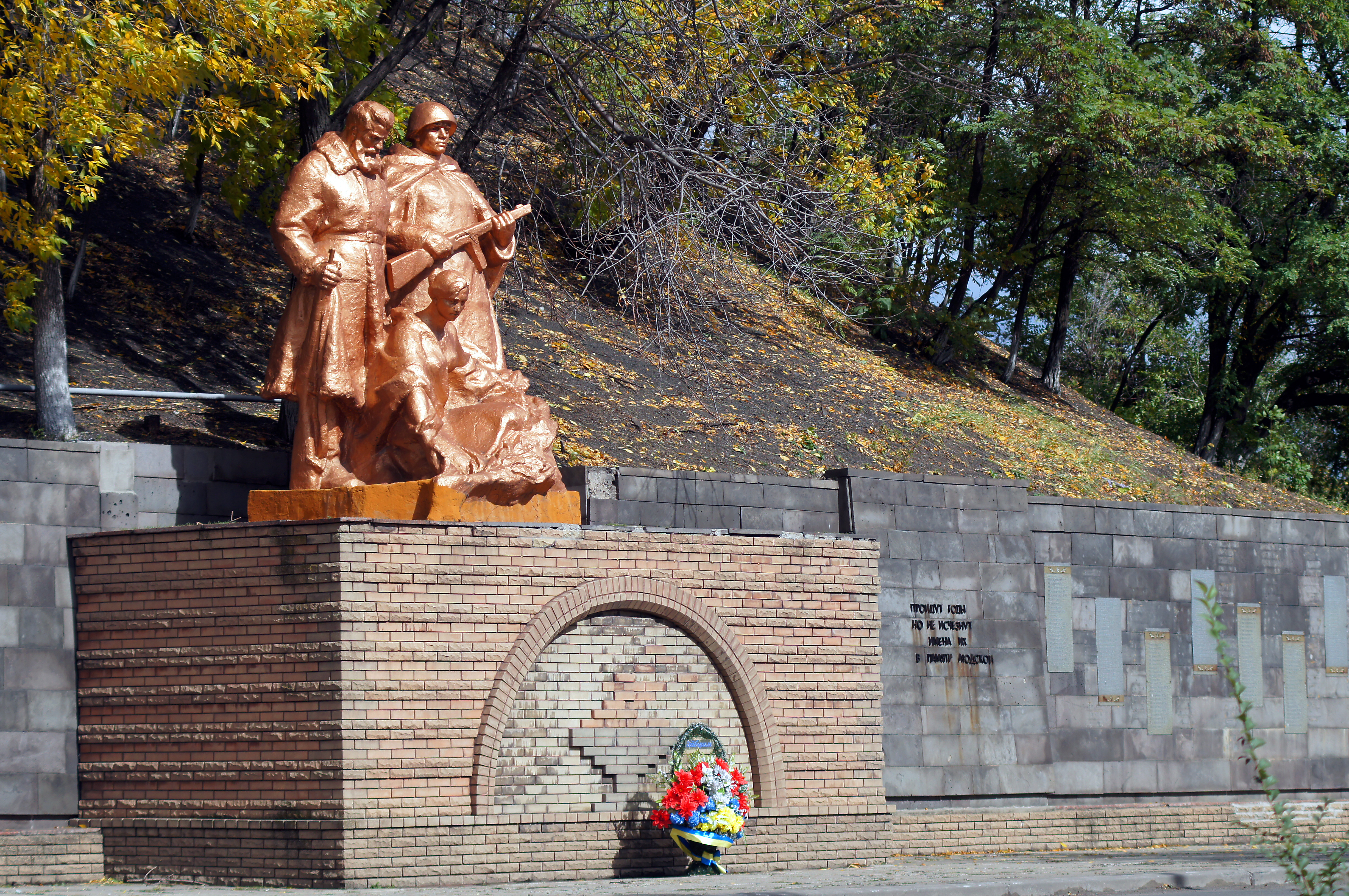
L'un des monuments aux morts de la ville de la Grande Guerre patriotique.

## Population
| 1923   | 1926   | 1939    | 1959    | 1970     | 1979     |
| ------ | ------ | ------- | ------- | -------- | -------- |
| 1 811* | 7 009* | 59 271* | 93 764* | 102 636* | 105 946* |

| 1989     | 2001    | 2010   | 2011   | 2012   | 2013   |
| -------- | ------- | ------ | ------ | ------ | ------ |
| 113 278* | 94 875* | 84 792 | 84 036 | 83 460 | 82 765 |

## Personnalités
- Viktor Plakida (1956–), homme politique ukrainien.

## Transports
Khroustalny se trouve à 136 km de Louhansk par le chemin de fer et à 62 km par la route.